# Głos księżyca
Głos księżyca (wł. La voce della luna) – włosko-francuski komediodramat z 1990 roku w reżyserii Federico Felliniego, będący ostatnim filmem w dorobku tego twórcy. Zdjęcia kręcono w Rzymie.

## Fabuła
Główny bohater, poeta grany przez Roberto Benigniego, po opuszczeniu szpitala psychiatrycznego usiłuje zdobyć serce Aldiny (Nadia Ottaviani). Jego obsesja na punkcie księżyca pogłębiona utożsamianiem ukochanej ze srebrnym globem powoduje cierpienia i frustracje. Próbując uwieść dziewczynę Salvini wplątuje się w niesłychane przygody w niezwykłych miejscach.

## Obsada
Obsada aktorska filmu:

- Roberto Benigni jako Ivo Salvini
- Paolo Villaggio jako Gonnella
- Nadia Ottaviani jako Aldina
- Marisa Tomasi jako Marisa
- Angelo Orlando jako Nestore
- Sim jako flecista
- Syusy Blady jako Susy
- Dario Ghirardi jako dziennikarz
- Dominique Chevalier jako pierwszy z braci Micheluzzi
- Nigel Harris jako drugi z braci Micheluzzi
- Vito jako trzeci z braci Micheluzzi
- Luciano Manzalini jako Gemelli Ruggeri
- Franco Iavarone jako Giovanni Javarone
- Daniela Airoldi
- Stefano Antonucci
- Ferruccio Brembilla
- Stefano Cedrati
- Giampaolo Cocchi
- Roberto Corbiletto
- Giordano Falzoni
- Mario Falcione
- Francesco Gabriele
- Fabio Gaetani
- Ettore Geri
- Lorose Keller
- Arrigo Mozzo
- Pippo Negri
- Angela Parmigiani
- Carmine Ponticiello
- Patrizio Roversi
- Roberto Russoniello
- Concetta Sferrazza
- Giorgio Soffritti
- Massimo Speroni
- Silvana Strocchi
- Eraldo Turra
- Arturo Vacquer

## Nagrody i wyróżnienia
Film zdobył następujące nagrody i nominacje:

### Nagrody
- David di Donatello 1990 – za najlepszą rolę męską: Paolo Villaggio
- David di Donatello 1990 – za najlepszą scenografię: Dante Ferretti
- David di Donatello 1990 – za najlepszy montaż: Nino Baragli
- Nastro d’Argento[6] 1991 – za najlepszą muzykę: Nicola Piovani

### Nominacje
- David di Donatello 1990 – za najlepszy film
- David di Donatello 1990 – za najlepszą reżyserię: Federico Fellini
- David di Donatello 1990 – dla najlepszego producenta: Mario Cecchi Gori i Vittorio Cecchi Gori
- David di Donatello 1990 – za najlepsze zdjęcia: Tonino Delli Colli
- David di Donatello 1990 – za najlepszą muzykę: Nicola Piovani
- David di Donatello 1990 – za najlepsze kostiumy: Maurizio Millenotti
- Nastro d’Argento 1991 – za najlepszą rolę męską: Paolo Villaggio
- Nastro d’Argento 1991 – za najlepszą scenografię: Dante Ferretti